# Morón de Almazán
Morón de Almazán é um município da Espanha na província de Sória, comunidade autónoma de Castela e Leão, de área 62,06 km² com população de 211 habitantes (2006) e densidade populacional de 3,98 hab/km².

## Demografia
| Variação demográfica do município entre 1991 e 2004 | Variação demográfica do município entre 1991 e 2004 | Variação demográfica do município entre 1991 e 2004 | Variação demográfica do município entre 1991 e 2004 |
| --------------------------------------------------- | --------------------------------------------------- | --------------------------------------------------- | --------------------------------------------------- |
| 1991                                                | 1996                                                | 2001                                                | 2004                                                |
| 323                                                 | 293                                                 | 265                                                 | 247                                                 |